# Зуляк Іван Степанович
Зуляк Іван Степанович (нар. 7 серпня 1965, с. Гермаківка, Україна) — український історик, учитель, доктор історичних наук (2006), професор. Член Наукового товариства Шевченка (2012).

## Життєпис
Іван Зуляк народився 7 серпня 1965 року у селі Гермаківці, нині Івано-Пустенської громади Чортківського району Тернопільської области України.
Закінчив Тернопільський державний педагогічний інститут (1992, з відзнакою; 1996 — аспірантуру). У 1984—1986 роках проходив службу в армії. Працював на підприємстві «Сортнасіннєовоч» (смт Мельниця-Подільська Борщівського району), учителем і завучем Багатківської загальноосвітньої школи (1992—1993, Теребовлянського району), асистентом (1997—2002), доцентом (2003—2008), завідувачем (2008—2018), професором (2008) катедри стародавньої та середньовічної історії (2008—2015), нині — професор кафедри історії України, археології та спеціальних галузей історичних наук (від 2018) Тернопільського національного педагогічного університету імені Володимира Гнатюка, докторантом катедри історії України Чернівецького національного університету імені Юрія Федьковича (2003—2006).
Учасник бойових дій (2015—2016).

### Наукова діяльність
У 1997 році захистив кандидатську дисертацію «Діяльність товариства «Просвіта» у національно-культурному відродженні українського народу Східної Галичини (друга половина ХІХ — початок ХХ ст.).
У 2006 році захистив докторську дисертацію «Товариство «Просвіта» у Західній Україні в міжвоєнний період: організаційні засади, господарське становище та культурно-просвітня діяльність».
Головний редактор фахового видання «Наукові записки». Серія історія. ТНПУ ім. В.Гнатюка (від 1997).

## Доробок
Автор понад 350 наукових праць, монографій, фахових публікацій; книги «Діяльність "Просвіти" у Західній Україні в міжвоєнний період (1919—1939)» (2005).

## Відзнаки
- Почесна грамота Міністерства освіти і науки України (2011);
- нагрудний знак, відзнака начальника Генерального штабу ЗСУ «Учасник АТО»;
- відзнака Президента України «За участь в антитерористичній операції»;
- Заслужений працівник освіти України (2019)[2].